# Hans Watzek (homme politique)
Hans Watzek, né le 10 octobre 1932 à Niemes (Tchécoslovaquie), est un homme politique est-allemand. Il est ministre de l'Agriculture, des Forêts et de l'Agroalimentaire entre 1989 et 1990.

## Sources
- (de) Cet article est partiellement ou en totalité issu de l’article de Wikipédia en allemand intitulé « Hans Watzek (Politiker) » (voir la liste des auteurs).